# Incidente dello Junkers Ju 52 di Ju-Air del 2018
Il 4 agosto 2018, uno Junkers Ju 52 operante un volo passeggeri per la Ju-Air si schiantò vicino al Piz Segnas, in Svizzera, durante un volo da Locarno a Dübendorf. Tutte le 20 persone a bordo persero la vita. È stato il primo incidente con vittime di un aereo della Ju-Air da quando la compagnia ha iniziato le operazioni nel 1982.

## L'aereo
Il velivolo coinvolto era uno Junkers Ju 52 a tre motori, marche HB-HOT, numero di serie 6595. Aveva servito per l'aeronautica Svizzera dal 1939 al 1985, quando fu acquisito da Ju-Air, una compagnia che offre voli turistici su aerei d'epoca; prima dell'incidente, aveva registrato circa 10 000 ore di volo. Era stato usato nei film Dove osano le aquile, Operazione Valchiria e nel film tedesco Bis zum Horizont, dann links!. Il velivolo era stato autorizzato a volare con un certificato di aeronavigabilità dall'Ufficio federale dell'aviazione civile (FOCA) il 6 aprile 2018, valido per due anni.

## L'equipaggio
Il giorno dello schianto, l'aereo era pilotati da due comandanti veterani, di età compresa tra 62 e 63 anni. Entrambi avevano grande esperienza: avevano lavorato per Swissair, Swiss ed Edelweiss, ed effettuato servizio militare per oltre 30 anni nelle forze aeree svizzere. Entrambi avevano diverse centinaia di ore di volo di esperienza con lo Ju 52. Il terzo membro dell'equipaggio era un assistente di volo di 66 anni, anch'egli con 40 anni di esperienza professionale.

## L'incidente
L'aereo stava volando dall'aeroporto di Locarno alla base aerea di Dübendorf, sulla tratta di ritorno di un viaggio di due giorni. Il tempo era insolitamente caldo con venti mossi. Alle 16:56 ora locale del 4 agosto (14:56 UTC), lo Junkers si schiantò contro il monte Piz Segnas, a un'altezza di 2 540 metri (8 330 ft).
Le autorità svizzere dichiararono che l'aereo sembrava essersi schiantato quasi verticalmente e ad alta velocità. Un testimone al vicino passo Segnas vide lo Ju 52 avvicinarsi da Sud e volare vicino al Martinsloch, sulla cresta del monte Tschingelhörner, vicino al passo. Quindi, invece di sorvolare la cresta, l'aereo virò bruscamente a causa di una turbolenza, entrò in una picchiata quasi verticale e si schiantò sull'altopiano sottostante. Circa 10 minuti prima dell'incidente, un altro testimone aveva osservatolo Ju 52 inclinarsi bruscamente a sinistra e perdere quota, prima di aumentare la potenza del motore e riprendere al volo normale.
L'aeromobile trasportava tre membri dell'equipaggio e diciassette passeggeri, tutti svizzeri a parte una coppia austriaca e il loro figlio. Nove delle persone a bordo erano donne e undici erano uomini.

## Conseguenze
I percorsi escursionistici e lo spazio aereo locale furono chiusi per tutta la durata dell'operazione di recupero, che coinvolse cinque elicotteri.
Ju-Air sospese tutti i voli dei suoi Ju 52 per due settimane, fino al 17 agosto.
A seguito di una revisione nel marzo 2019, mentre l'indagine sugli incidenti era ancora in corso, il FOCA vietò a Ju-Air di condurre voli passeggeri commerciali con gli Ju 52, consentendo solo voli privati per i membri della compagnia. Si riteneva che gli aeromobili storici come gli Ju 52 non soddisfacessero più gli attuali requisiti di sicurezza per il trasporto commerciale di passeggeri.

## Le indagini
Sull'incidente aprì un'indagine congiunta lo Swiss Transportation Safety Investigation Board (STSB) e la polizia cantonale dei Grigioni per conto della procura federale e cantonale.

### Rapporti intermedi
Un portavoce dell'STSB affermò che lo Junker "era caduto a terra come un sasso" e che l'ondata di caldo in Europa avrebbe potuto essere un fattore dell'incidente, poiché il calore riduce le prestazioni di salita di un aereo. La polizia indicò che nessuna richiesta di soccorso era stata ricevuta dall'aeromobile prima dell'incidente. Gli investigatori esclusero una collisione con un cavo o con un altro aereo, e affermarono che non vi era alcuna indicazione di perdita di parti dell'aeromobile prima dell'incidente. L'aeromobile non era dotato di alcun registratore di volo. Gli investigatori speravano di trovare informazioni rilevanti dalle registrazioni fotografiche e video personali dei passeggeri durante il volo turistico. L'STSB pubblicò la sua relazione preliminare il 15 agosto 2018. Un ulteriore rapporto venne emesso il 20 novembre 2018, citando segni di corrosione e crepe non correlate all'incidente, che misero a terra i due Ju 52 rimanenti di Ju-Air (HB-HOP e HB-HOS) fino a una più approfondita indagine.

### Rapporto finale
Il 28 gennaio 2021 è stato pubblicato il rapporto finale sullo schianto del "Tante Ju". Secondo la perizia, non vi erano dubbi sul fatto che la causa principale fosse da imputare all'errore umano: il pilota aveva portato l'aereo a bassa quota, senza un percorso di volo alternativo e a una velocità pericolosamente bassa nella stretta valle a sud-ovest del Piz Segnas. Il velivolo si era imbattuto in un downdraft e aveva perso il controllo senza avere lo spazio necessario per poter riportare l'aereo su una buona rotta.
Il SISI ha precisato che vi erano stati anche altri fattori che hanno contribuito allo schianto: a causa di un'inadeguata preparazione del volo e a un errore del software nel Ju-52, il baricentro del velivolo era troppo spostato verso la coda. Inoltre, secondo gli esperti, i piloti della Ju-Air erano soliti non seguire le regole per operazioni di volo sicure e correvano forti rischi anche quando avevano passeggeri a bordo. Per il SISI, Ju-Air non aveva tenuto conto dei significativi rischi che voli di questo genere comportavano e da tempo non soddisfaceva i requisiti per garantire operazioni condotte in sicurezza. Dal canto suo, l'Ufficio federale dell'aviazione civile (UFAC), in qualità di autorità di sorveglianza, non aveva saputo riconoscere i numerosi problemi legati alla sicurezza. Tra le altre cose, infatti, l'aereo precipitato non era tecnicamente in ordine, anche se ciò non aveva influito sull'incidente.
Proprietaria del velivolo era la Ju-Air, una società che aveva rilevato tre Ju-52 dismessi dall'esercito negli anni '80. La compagnia ha ripreso le operazioni di volo solo due settimane dopo l'incidente, ma poi le era stato intimato dal SISI di sospendere ogni attività. Da allora, nessuno dei Ju-52 in suo possesso si è più alzato in volo. Preso atto del rapporto finale del Servizio d'inchiesta, la Ju-Air ha ribadito la sua intenzione di tornare ad operare nei cieli: le raccomandazioni del SISI hanno evidenziato un potenziale di miglioramento e aiuteranno a perfezionare la sicurezza dei voli, precisa in una nota. Le carenze identificate a livello di manutenzione sono già state affrontate nel corso del 2019: la società ha affidato la cura dei velivoli a partner esterni specializzati. Obiettivo della Ju-Air è di poter tornare a volare a partire dal 2023.